# Mid Nordic Cup
Mid Nordic Cup, eller Mittnorden Cup som den hette fram till 2008, är en fotbollsturnering för juniorer som spelas på Fagerviksfälten i Timrå kommun. Cupen har arrangerats sedan 1983 av IFK Timrå och firar 40-årsjubileum år 2023. År 2022 deltog 275 lag.
Under Coronapandemin ställdes turneringen in år 2020, och spelades i mindre upplaga år 2021.